# Route nationale 90 (Estonie)
Pour les articles homonymes, voir Route nationale 90.
La route nationale 90 (Tugimaantee 90) est une route nationale estonienne reliant Rosma (en) à Karisilla. Elle mesure 34,2 km.

## Tracé
- Comté de Põlva
  - Rosma (en)
  - Lutsu (en)
  - Partsi (en)
  - Soohara (en)
  - Sarvemäe (en)
  - Haavapää (en)
  - Vinso (en)
  - Verioramõisa (en)
  - Kikka
  - Niitsiku
  - Järvepää
  - Igrise
  - Selise
  - Karisilla